# Oleksandr Koltschynskyj
Oleksandr Leonidowytsch Koltschynskyj (russisch Alexander Leonidowitsch Koltschinski; * 20. Februar 1955 in Kiew, Ukrainische SSR; † 16. Juli 2002 in Kiew, Ukraine) war ein sowjetischer Ringer.

## Werdegang
Oleksandr Koltschynskyj begann schon in frühester Jugend mit dem Ringen und war dabei schon bald sehr erfolgreich. Mit 16 Jahren wurde 1971 er Vizeweltmeister im Jugendringen in der Klasse über 87 kg Körpergewicht. Diesen Erfolg wiederholte er 1973 und 1974 wurde er Junioren-Weltmeister. Um diese Zeit trat er in die Sowjetarmee ein und wurde in Kiew stationiert, wo er im Sportklub der Armee trainierte. Sein Trainer war J. Wilenski. Der junge Athlet wog bei einer Größe von 1,93 m zu Beginn seiner internationalen Karriere nur ca. 105 kg, steigerte dieses Gewicht im Laufe der Jahre aber auf ca. 120 kg. Bereits 1975 wurde er international eingesetzt. Seine größten Erfolge waren die Olympiasiege 1976 in Montreal und 1980 in Moskau, wo er beide Male vor dem vielfachen Weltmeister Alexandar Tomow aus Bulgarien gewann. Oleksandr Koltschynskyj war ein sehr wendiger und schneller Ringer, der dadurch seine meiste Konkurrenten beherrschte.
Oleksandr Koltschynskyj war nach dem Ende seiner aktiven Ringerlaufbahn Offizier in der Sowjetarmee. Später war er als Geschäftsmann tätig und wurde 1994 wegen Erpressung zu einer Haftstrafe verurteilt, von der er aber nur einen Teil verbüßte, weil er bereits 1996 von Präsident Leonid Kutschma begnadigt wurde.

## Internationale Erfolge
(OS = Olympische Spiele, WM = Weltmeisterschaft, EM = Europameisterschaft, alle Wettkämpfe im griechisch-römischen Stil, Superschwergewicht, über 100 kg Körpergewicht (KG))
| Jahr | Platz | Wettbewerb                                 | Gewichtsklasse    | |
| 1973 | 2.    | Jugend-Wettkämpfe der Freundschaft in Suhl | Kl. über 87 kg KG | hinter Henryk Tomanek, Polen u. vor Stojan Nikolow, Bulgarien |
| 1975 | 3.    | EM in Ludwigshafen am Rhein                | Superschwer       | mit Siegen über Einar Gundersen, Norwegen, Roman Codreanu, Rumänien u. János Rovnyai, Ungarn und einer Niederlage gegen Nikola Dinew, Bulgarien                     |
| 1975 | 2.    | WM in Minsk                                | Superschwer       | mit Siegen über Roman Codreanu, János Rovnyai, Richard Wolff, BRD u. einer Niederlage gegen Alexandar Tomow, Bulgarien                                              |
| 1976 | 2.    | EM in Leningrad                            | Superschwer       | mit Siegen über Józef Nagy, Ungarn u. Roman Codreanu und Niederlagen gegen Wolff u. Tomow                                                                           |
| 1976 | Gold  | OS in Montreal                             | Superschwer       | mit Siegen über Henryk Tomanek, Polen, Gundersen, Carlos Braconi, Argentinien, Codreanu u. Tomow                                                                    |
| 1977 | 2.    | EM in Bursa                                | Superschwer       | mit Siegen gegen Kenan Ege, Türkei, Zygmunt Andrecki, Polen, János Rovnyai, Victor Dolipschi, Rumänien u. einer Niederlage gegen Dinew                              |
| 1977 | 2.    | WM in Göteborg                             | Superschwer       | hinter Dinew u. vor Arne Robertsson, Schweden, Gundersen, János Rovnyai u. William Lee, USA                                                                         |
| 1978 | 1.    | WM in Mexiko-Stadt                         | Superschwer       | mit Siegen über Tomanek, Seiji Matsunaga, Japan, Gundersen u. Roman Codreanu u. einer Niederlage gegen Dinew (beide Ringer wurden wegen Passivität disqualifiziert) |
| 1979 | 4.    | EM in Bukarest                             | Superschwer       | mit Siegen über Ege u. Niederlagen gegen Alexandar Tomow u. János Rovnyai (Rovnyai und Koltschinski wurden wegen Passivität disqualifiziert)                        |
| 1979 | 2.    | WM in San Diego                            | Superschwer       | mit Siegen über József Farkas, Ungarn, Tomanek, Artur Diaz, Kuba, Bob Walker, USA u. einer Niederlage gegen Alexandar Tomow (beide Ringer wurden disqualifiziert)   |
| 1980 | Gold  | OS in Moskau                               | Superschwer       | mit Siegen über Diaz, Antonio Lapenna, Italien, Codreanu, József Farkas, Hassan Ali Bechara, Libanon u. Alexandar Tomow                                             |